# Museu Nacional do Bargello

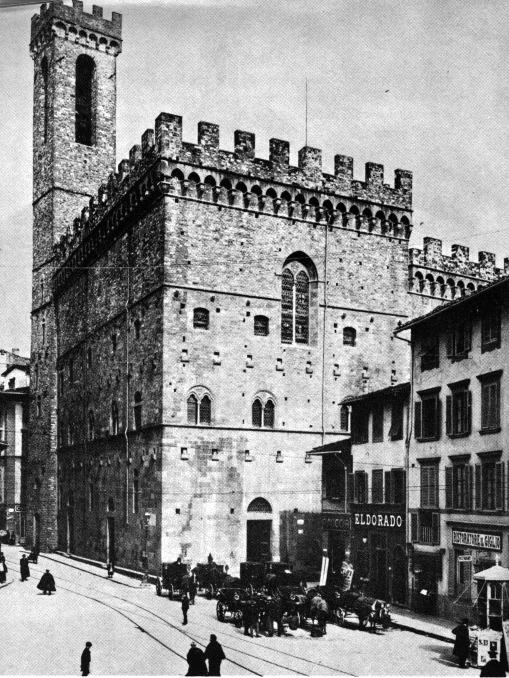
Imagem antiga do Palácio do Bargello

O Museu Nacional do Bargello (Museo Nazionale del Bargello) é um museu florentino instalado em um dos mais antigos edifícios públicos da cidade, o Palazzo del Bargello, também conhecido como Palazzo del Podestà ou Palazzo del Popolo.

## Histórico
O palácio passou por muitas modificações em sua longa história, sendo usado como sede do Capitano del Popolo, da prisão, do Podestà e do Conselho de Justiça, até ser destinado em fins de 1859 para abrigar um museu, a ser criado, que deveria documentar a história e a arte da Toscana. Para isso teve de ser restaurado, e as obras só foram concluídas em 1865, ano de sua inauguração, integrando-se aos festejos comemorativos a Dante Alighieri. Nesta ocasião o museu exibiu duas mostras, uma dedicada a Dante e outra à arte medieval, com muitas obras emprestadas de outras instituições, como o Museu de Cluny e o Museu Victoria and Albert, que assim contribuíam para a formação de um núcleo inicial de acervo.
Ainda nesta primeira fase foram reorganizadas duas salas no térreo para exibirem a coleção de armas remanescentes da época Medicea, em grande parte dispersa, e outras peças transferidas do Palazzo Vecchio, e deste também vieram uma série de esculturas que eram lá expostas no Salone dei Cinquecento, e foram instaladas no primeiro pavimento do novo museu.
A seguir foram transferidas esculturas dos Uffizi e objetos de joalheria, cerâmica, esmaltes e estatuetas da coleção do Palácio Pitti, e recebeu algumas doações de colecionadores privados. Outras instituições estatais também cederam acervos, como os selos do Arquivo do Estado, as moedas da Zecca, e uma variedade de peças antigamente guardadas em mosteiros e igrejas que foram extintos depois da Unificação Italiana.
Em 1887, com a comemoração do centenário de Donatello, foi organizada uma ala especial no primeiro piso, com numerosas obras do artista, de seus seguidores e de outros mestres que documentam o ambiente artístico e cultural da sua época. No final do século a coleção foi sendo grandemente ampliada, sendo de destacar a doação da rica coleção do antiquário Louis Carrand, de Lyon, com mais de 3 mil peças. Doações importantes subsequentes (1886 Conti, 1899 Ressman, 1906 Franchetti) definiram o perfil do museu como dedicado às artes decorativas, embora a seção de escultura renascentista ainda seja notável pela quantidade de obras-primas que possui.

## Espaços e Obras

### Pátio interno
Este espaço passou por diversas transformações, e nas obras de restauro do século XIX sua aparência original foi em grande parte recuperada. Hoje abriga várias esculturas, com peças monumentais antigamente expostas no Palazzo Vecchio e no Palácio Pitti. A peça mais antiga é um sarcófago romano decorado, e outras dignas de nota são uma pia batismal de Santa Maria Novella, seis estátuas de músicos de Benedetto da Maiano e outra, representando Afonso de Aragão, obra de Francesco Laurana. Do século XVI são importantes uma estátua do Oceano, de Giambologna, e peças que foram criadas para a incompleta fonte de Bartolomeo Ammannati.

### Sala de Michelangelo e da Escultura doCinquecento

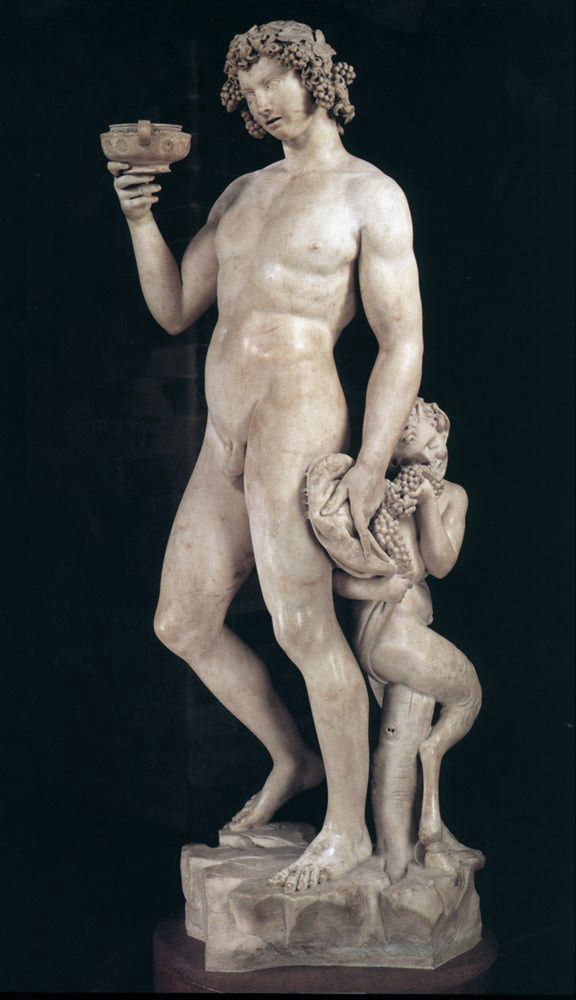
O Baco de Michelangelo

Esta sala, uma das mais antigas do palácio, foi redecorada por Gaetano Bianchi com motivos giottescos e uma série de panóplias e escudos antigos. Novamente remodelada depois da grande enchente de 1966, hoje preserva apenas em suas paredes um afresco da Madonna e fragmentos da decoração pictórica do século XIX, como testemunho.
Dentre suas esculturas estão o Baco, o Tondo Pitti, o Busto de Brutus e o Davi-Apolo, todas de Michelangelo; algumas peças de Benvenuto Cellini, como o Narciso, o Ganimedes e um busto de Cosimo I dei Medici; o Mercúrio e o Baco de Giambologna; o Baco de Jacopo Sansovino, além de obras de Baccio Bandinelli, Rustici e outros florentinos.

### Sala dos Marfins
Com as 265 peças em marfim da Coleção Carrand, que vão do século V ao século XVII, com destaque para um díptico figurando cenas da vida de São Paulo, e outro mostrando Adão em ato de nomear os animais. Também mostra peças carolíngias, sendo especialmente raros o flabellum ventilabrum (um abanador) da Abadia de Saint Philibert de Tournus, e um olifante oriundo da Sainte-Chapelle de Paris.
Outros itens interessantes do século XIV são espelhos aristocráticos, pentes decorados com cenas mitológicas, e objetos de toillette em marfim, ébano e madrepérola. Também aqui são mostradas algumas esculturas em madeira, telas e mosaicos, dentre os quais um Pantocrator do século XII é a peça mais importante.

### Capela de Maria Madalena e Sacristia
Construída a partir de 1280, esta era a capela onde os condenados à morte aguardavam a execução. Originalmente era decorada com afrescos da escola de Giotto e de Sebastiano Mainardi, que foram recobertos com cal quando o espaço foi transformado em cárcere. Restaurada no século XIX, mostra o aspecto original. Hoje exibe entalhes em madeira, peças de altar, pinturas e itens de ourivesaria sacra, como bustos-relicários, cruzes e outros objetos de culto.

### Sala da Coleção Carrand
Expõe a maior parte da rica Coleção Carrand, um exemplo típico do colecionismo eclético do século XIX, que foi doada à cidade de Florença com a condição de ser exposta no Bargello. Conta com esmaltes, armas, marfins, cerâmicas, estatuetas, peças orientais, medalhas e uma série de outros objetos que cobrem um período de mais de 12 séculos, com várias procedências. São especialmente interessantes as joias bizantinas e lombardas, as medalhas e esmaltes franceses dos séculos XII a XV, objetos domésticos flamengos, e as miniaturas da escola gótica francesa.

### Coleção Islâmica
Destinada para abrigar a coleção dos Grãos-Duques da Toscana e peças de outras coleções privadas, com destaque para as peças em metais preciosos, exemplares refinados da artesania árabe, com vasos, armas e taças. Também são preciosas as cerâmicas persas dos séculos XII a XIV, com decoração caligráfica, os tapetes do século XIII, os vidros sírios do século XIV e os marfins egípcios do século XII.

### Salão de Donatello e da Escultura doQuattrocento

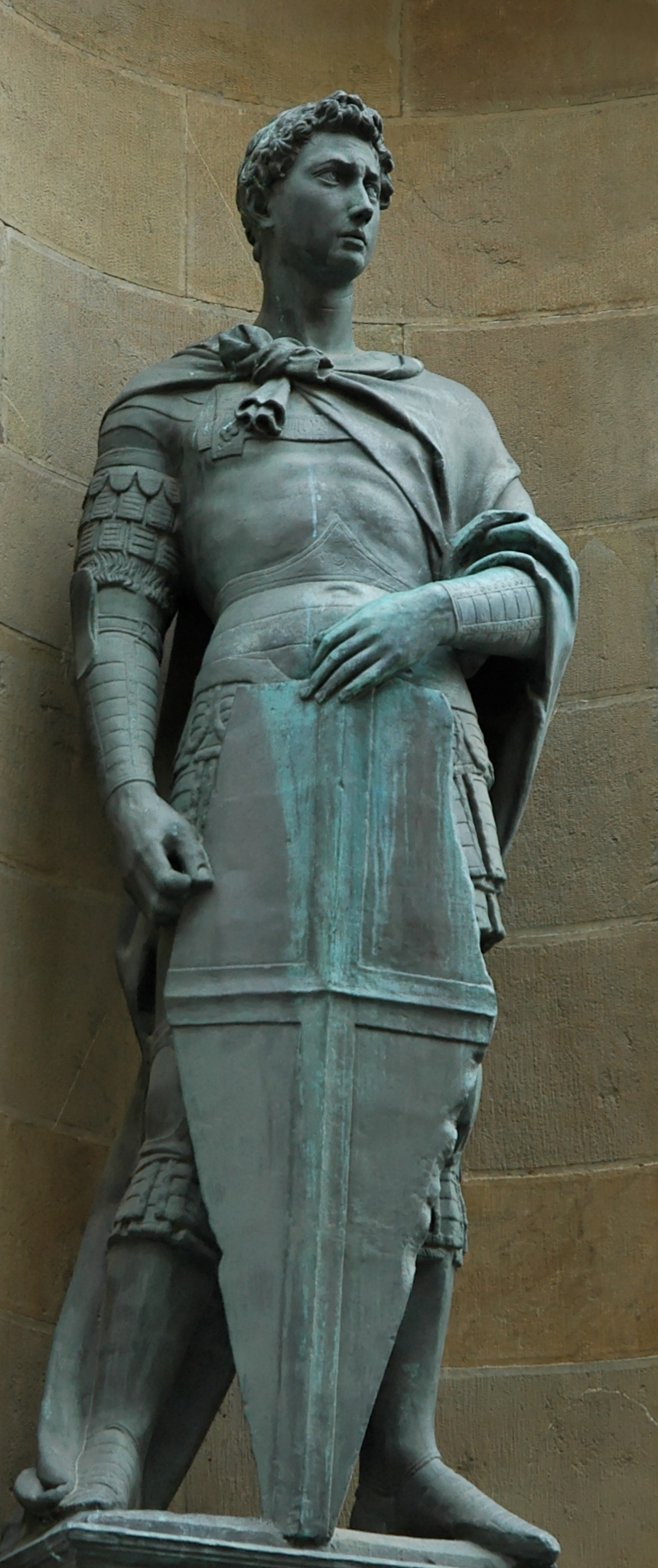
O São Jorge de Donatello

Este grande salão, que antigamente era o local de reunião do Conselho Comunal, foi subdividido no século XVI e restaurado no século XIX, e hoje apresenta uma rica reunião de obras de Donatello e de outros mestres do primeiro Quattrocento florentino.
De Donatello é o Davi em mármore encomendado pela Opera di Santa Maria del Fiore em 1408, mas jamais instalado na fachada da famosa catedral. Adquirido pela Comune e levada ao Palazzo Vecchio, tornou-se um símbolo da cidade e seus ideais cívicos e republicanos. Outra peça insigne é o São Jorge antigamente exposto no externo de Orsanmichele, um dos pontos altos da produção juvenil do artista. Outro Davi, este em bronze, é da fase madura de Donatello e foi o primeiro nu em tamanho natural realizado desde a Antiguidade Clássica, causando impacto ao ser exposto pela primeira vez.
Outro mestre com trabalho nesta sala é Lorenzo Ghiberti, com o relevo O Sacrifício de Isaac, criada como peça de concurso para a segunda porta do Batistério de Florença, com a qual saiu-se vencedor. Também se mostra a peça que Filippo Brunelleschi apresentou para o mesmo concurso, e algumas Madonnas em terracota de Michele da Firenze, Michelozzo, Agostino di Duccio e Luca della Robbia.

### Galeria do segundo piso
Chamada em italiano de Verone, é uma galeria aberta com arcadas, que foram fechadas e o espaço subdividido quando o palácio era uma prisão, mas suas características originais foram recuperadas para a inauguração do museu. Hoje ali são expostas esculturas decorativas do Cinquecento e uma grande estátua de Jasão, obra de Pietro Francavilla.

### Sala da Escultura doTrecento
Um corredor adaptado para receber obras escultóricas da transição entre o século XIII e o XIV, com itens do atelier de Nicola Pisano (talvez de autoria de Arnolfo di Cambio) e de Bernardo Daddi, e algumas peças mais tardias, como uma grande Madonna em madeira do século XV da escola Toscana.

### Sala das Majólicas
Com uma preciosa coleção deste tipo de cerâmica (uma terracota recoberta com esmalte opaco metálico e posteriormente pintada com motivos variados) provenientes em sua maioria de antigas e importantes manufaturas de Urbino, Faenza, Gubbio, Casteldurante, Montelupo, Pesaro, Perugia e Castelli d’Abruzzo, e com exemplares mouriscos espanhóis e do raro tipo Médici de porcelana, incluindo vasos e recipientes médicos e farmacêuticos, peças decorativas e outras utilitárias. Também fazem parte desta seção peças contemporâneas das manufaturas Cantagalli, Signa e Chini. Nas paredes, tondi de cerâmica vitrificada de Giovanni della Robbia e Luca della Robbia.

### Sala de Verrocchio e da Escultura do segundoQuattrocento
Com um grupo de esculturas de Andrea di Michele di Cione, o Verrocchio, onde se destaca o célebre Davi, além de peças menos importantes como relevos e crucifixos. Completando o ambiente há trabalhos de Antonio del Pollaiolo, Mino da Fiesole, Francesco Laurana e Antonio Rossellino.

### Sala dos Pequenos Bronzes
Com uma série de itens decorativos, cópias reduzidas de obras clássicas e estudos diversos, a maior coleção do gênero em toda a Itália, agrupadas por tema, tipo e origem, onde merece especial atenção o grupo de Hércules e Anteu, de Pollaiolo, uma placa de Cellini e o Eros de Jacopo Bonacolsi. Giambologna se faz presente através do Morgante e de uma grande série de estatuetas representando os Trabalhos de Hércules e outras figuras alegóricas. Outros artistas notáveis como Benedetto da Rovezzano, Niccolò Roccatagliata, Antonio Susini e Giovanni Battista Foggini também são bem representados.

### Sala de Andrea della Robbia
Um espaço especialmente dedicado à escola deste prolífico e inventivo artista florentino. Sua peça mais antiga no museu é a Madonna dos Arquitetos, de 1475. Obras mais maduras são as cenas da Flagelação e da Assunção de Cristo, além de uma multiplicidade de relevos sacros, em sua maioria representando a Madonna.

### Sala de Giovanni della Robbia
Dedicada a este importante ceramista e outros que no século XVI continuaram a escola sui generis nesta técnica cujo primeiro expoente foi Andrea della Robbia, pai de pelo menos doze filhos, dos quais muitos seguiram seus passos. Deles um dos mais importantes foi Giovanni, que é representado com diversos itens, e completam a coleção peças de outros mestres menores. O grupo de obras neste gênero do Bargello é único por sua qualidade e tamanho.

### Sala das Armas
Esta seção do museu possui cerca de 2 mil peças, cujo núcleo inicial proveio dos arsenais dos Grãos-Duques Médici, do Palazzo Vecchio e do Palácio Pitti. Um acréscimo importante ao núcleo primitivo foi a incorporação da coleção da família Della Rovere e de partes das coleções Carrand e Ressman. O conjunto cobre pelo menos um milênio na história das armas bélicas, ornamentais e desportivas da Europa.

### Salas da Escultura Barroca e das Medalhas
Nestes dois espaços é exposta uma pequena parte da extensa coleção de numismática do Bargello, com compreende mais de 25 mil peças. A primeira seção mostra algumas medalhas florentinas do século XV, com destaque para a medalha cunhada em 1438 para comemorar a visita do Imperador Bizantino João VIII Paleólogo à Itália por ocasião do Concílio de Ferrara.
Seguem-se perfis de integrantes da família d'Este, senhores de Ferrara, criados por Pisanello, os retratos Malatesta de Matteo de' Pasti e a célebre medalha de Leon Battista Alberti com o projeto do templo Malatesta. O final do século XV está ilustrado com retratos de Lorenzo de Médici e outros humanistas florentinos, de Francesco da Sangallo e Pastorino de' Pastorini. As outras seções exibem peças mais recentes, com exemplares comemorativos papais, da família dos Grão-Duques da Lorena e de artistas de França.
A moderna revalorização das medalhas como gênero de mini escultura possibilitou a exposição conjunta deste tipo de obras com itens de estatuária tradicional, do período barroco, onde são notáveis o Busto de Costanza Bonarelli, de Bernini, uma obra-prima da retratística, um busto monumental do Cardeal Ronainini, de Alessandro Algardi, um Busto de Cristo de Tulio Romano, e relevos de Massimiliano Soldani.

## Outras obras

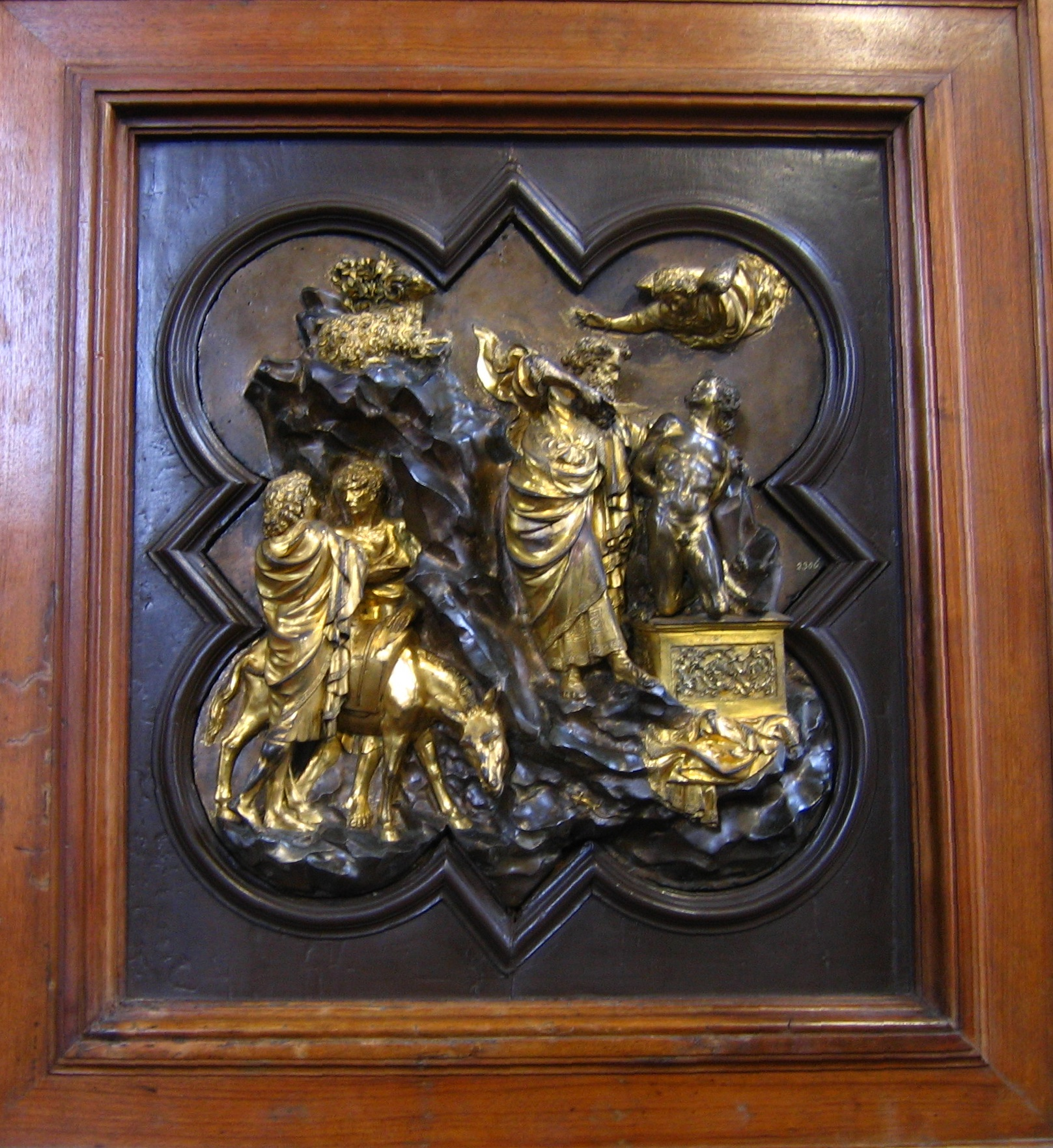
Ghiberti: O sacrifício de Isaac
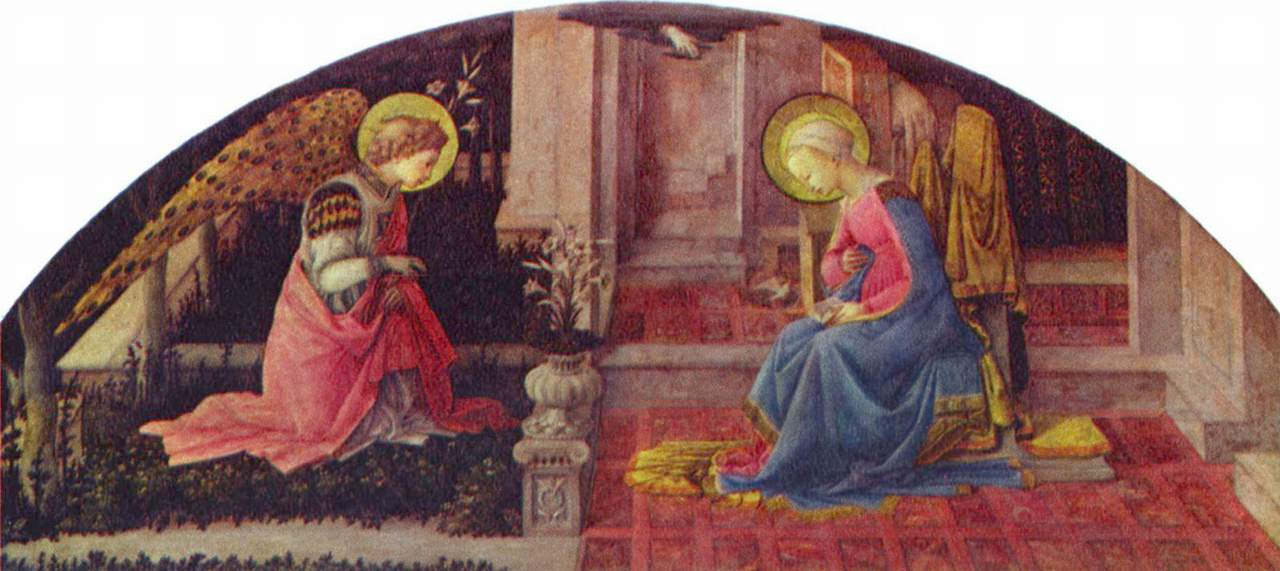
Filippo Lippi: Anunciação
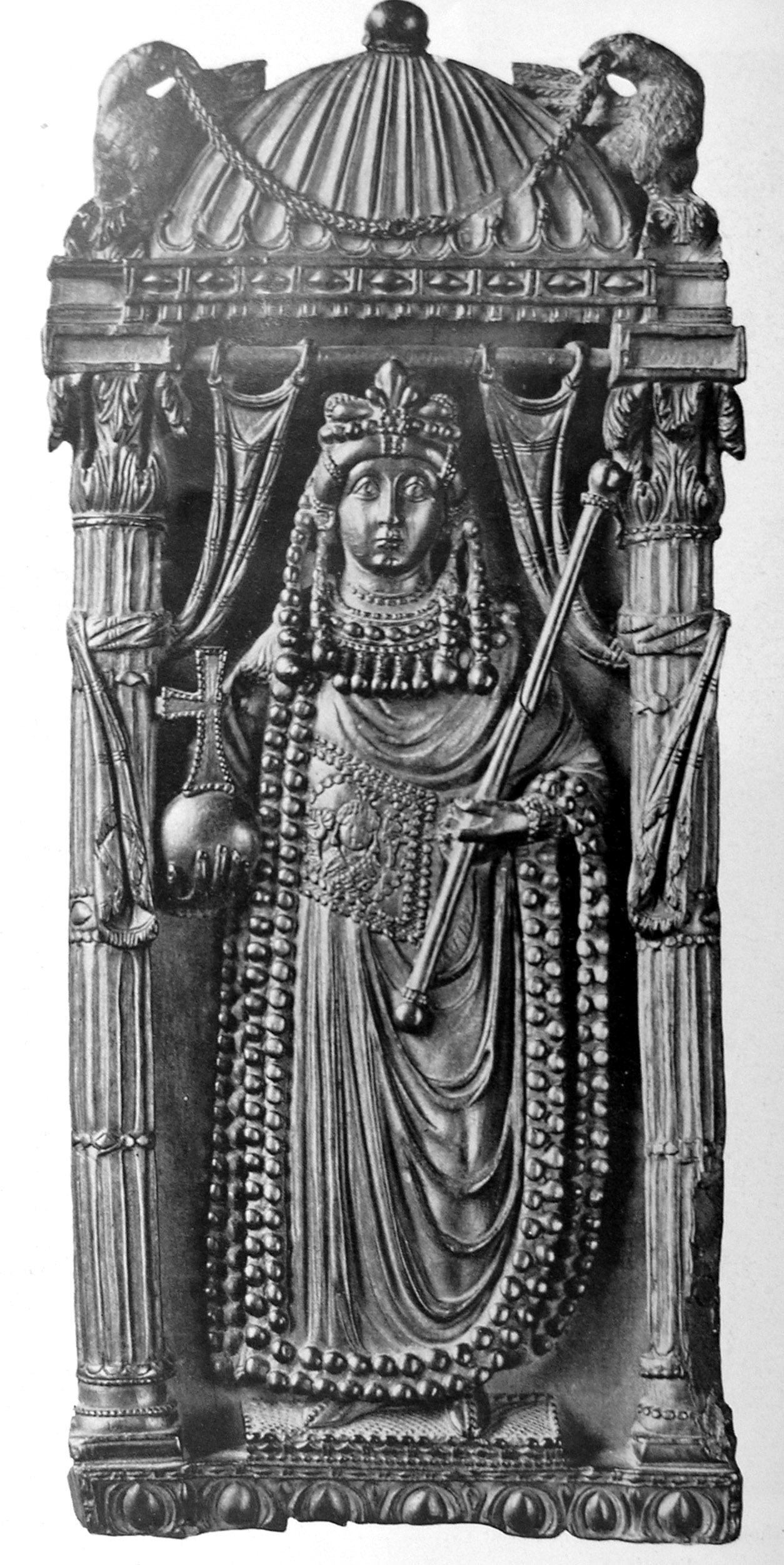
Ariadne
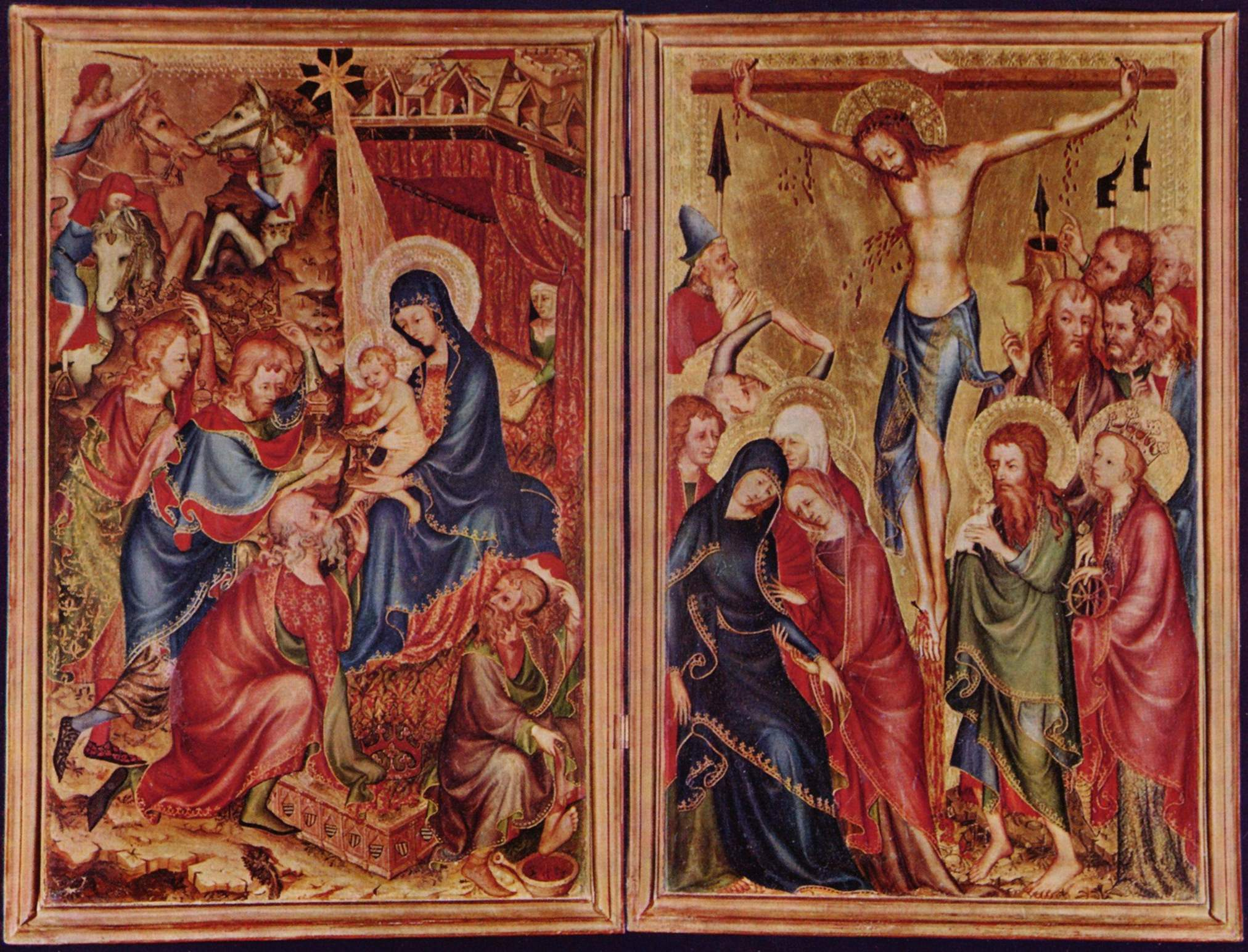
Mestre dos Pequenos Dípticos do Bargello: Adoração e Crucificação